# المشي على الصراط (رواية)
المشي على الصراط  رواية ثلاثية للأستاذ الدكتور يحيى الرخاوي (أستاذ الطب النفسي بكلية طب قصر العيني بجامعة القاهرة): الجزء الأول «الواقعة» صدر عام 1977 عن دار الغد للثقافة والنشر بالقاهرة، الجزء الثاني: «مدرسة العراة» صدر عام 1978، الجزء الثالث: «ملحمة الرحيل والعود» صدر عام 2007. حصل الجزء الأول على جائزة الدولة  التشجيعية عام 1980. الأجزاء الثلاثة هي روايات منفصلة عن بعضها البعض وإن كانت ترتبط بنفس الشخصيات.

## من مقدمة: الطبعة الأولى
مثل العادة، أقدم رجلا؛ فأجدنى أهم بأن أقول كيف حدث كل هذا، ….؟ وأؤخر أخرى؛ لأدع العمل لأصحابه يرونه كما يشاؤون، دون النظر إلى ظروف ولادته ومناخ نشأته، وما بين مقدمات برنارد شو التي تفوق أحيانا النص حجما وتفصيلا، وصمت نجيب محفوظ الفيلسوف لابس عباءة الرواية (قبل مرحلة يوميات الأهرام) أجدنى حائرا مترددا، ثم أخضع أخيرا لحق القارئ علىّ، لأن لي صفة أخرى غير الكتابة يعرفنى بها، صفة طبيب يمارس المهنة: فعلا يوميا، ولابد أن أفصل بين هذا وذاك حتى لا يختلط الأمر على الناس، ولابد بالتالى أن أكتب كيف كان ذلك، وكيف خرج هذا العمل إلى حيز الوجود، حقيقه أن مادة خيالي نبعت من واقع مهنتي ومن حياتي الخاصة.. إلا أنها في النهاية خيال محض، لاتصف أحدا بذاته، لا مريضا، ولا طبيبا، وعلى ذلك فهى وجهة نظر، أتحمل وزرها وأكتوي بنارها، أو أجني ثمارها وأسير في نورها، ولكنها في كل حال ليست الحقيقة الدامغة ولا القول الفصل في أسلوبٍ علاجىّ بذاته، أو منهجٍ حياتىّ خاص، لتكن صيحة عاجز ضاقت به السبل في لحظة ما، أو مجرد قصة، أو رؤية علمية لبست هذا الثوب الروائى، وعلى من يقرؤها أن يكون مسئولا عما يصله منها.. كل بطريقته. قد يجد القارئ فيها من التناقض في الشكل والمحتوى (أو عدم التماثل على الأقل) ما يجعلنى ملزما بتفسير ذلك، فقد كان الفرق بين كتابة الجزء الأول والجزء الثانى أكثر من عام (وإن استغرق كل جزء بضعة أسابيع - بعض الوقت) مما جعل طبيعة كل جزء وأسلوبه يختلف عن الآخر، كما أننى لابد وأن اعترف أن الفصول الأربعة الأخيرة من الجزء الثانى قد كتبت قسرا وضد مقاومة هائلة من داخلى، لأنى أحسست وأنا أنتهي منها أني أودع الفنان فىّ بعد أن عجز عن أن يخرج عملا فنيا خالصا، حيث ظل مكبلا دائما بالالتزامات العلمية والنظريات، حتى في محاولاته الشعرية لابد، إذن، أن اعتذر عن إقحام تفاصيل علمية في الجزء الأول خاصة، حين اضطررت أن أحكى عن أساليب مهنية شائعة في علاج الأمراض النفسية لا تمثل تخصصا بذاته، بقدر ما تمثل مرحلة من مراحل تطورى كطبيب نفسى، دون أي تلميح إلى زميل أو أسلوب علاجى خاص، أما الجزء الثانى فقد نجح أن يتخلص من هذا القيد، حيث هرب تماما من وصف أي جلسة علاجية وصفا مباشرا، وترك الأحداث تدور قبلها وبعدها باستمرار، حتى أن شخصية الطبيب لم تظهر إلا في لقطة سريعة في الخاتمة.
وقد حاولت شخصيا أن أقيم هذا العمل بعد كتابته، لأدرجه تحت صنف بذاته، فعجزت، إذ شعرت أحيانا أنه رواية بما تعنيه الكلمة، وأحيانا أخرى أنه رسالة طبية لا أكثر، أو أنه مجرد محاورات عقلية، وخطر ببالى أن أعيد كتابة النص مرة أو مرات كما نصحنى بعض الأصدقاء الذين أثق في رأيهم ورؤيتهم، ولكنى وجدتنى سوف ألقى بنفسى إلى التهلكة، حيث لن أدري من الذي سيطغى على الآخر داخل نفسى، القاصّ أم العالم أم الطبيب الممارس، الخ، وضد كل الحسابات غامرت وألقيت بالمسودة الثانية إلى المطبعة.

## مقتطفات من «الواقعة»
- الاسم يا سيد؟
قالتها تلك المرأة القابعة وراء الشباك للواقف في أول الصف، شيء عادى تماما، إذ لابد أن لكل واحد منا اسم، ولابد لنا أنا نسأل عنه إذا كان غيرنا لا يعرفه، ولكن في ذلك اليوم لاحت علامات الساعة من خلال هذه الكلمة العابرة «الاسم يا سيد».
الصف الطويل ينتظر، الموظفة المتلكئة وراء النافذة تراجع الأوراق وتحدث جارتها بين الحين والحين، وكأنهما يتناقشان في شيء ذى بال، شعرها معقوص للخلف ووجهها خال من أي تعبير خاص، مليء بحبوب متناثرة، لا هي حب الشباب ولا هي «نمش» الشيخوخة، ليس لبشرتها لون، وإن كان الناس قد اعتادوا أن يقولوا عن مثيلاتها «سمراء»، لكنها في هذه اللحظة كانت بلا لون، أو قل كانت بلون الأرض قبل بدء الخليقة، أو لون الموت، إن كان للموت لون.. ولكن لا يمكن أن أنفى أنه كان لها لون في يوم من الأيام. طال الانتظار.. الصف يتحرك ببطء شديد، قوة تجذبنى إلى الخلف حتى حسبت أن الواقف ورائى يشدنى من قفاى، تلفت حولى فإذا بينى وبينه حاجز طبيعى متكور دفع بنصف جذعه للوراء، شئ يطمئن، قفاى ليس في متناول يده، رجعت أنظر إلى المرأة معقوصة الشعر، خيل إلى أنها تدبر مكيدة يفنى بها العالم حتى تتخلص من عملها هذا، طردت هذه الأفكار التي كانت تراودنى بين الحين والحين، وكنت اعتبرها من قبيل الفكاهة، ولكنها بدت اليوم وكأنها عين الجد، الوقت يمر ببطء.  بالأمس كان عندى ذلك السباك الطيب، كان هادئا وديعا مستغرقا في عمله وهو يصلح الصنبور. عمل تافه ولكنه كان يؤديه بعناية وإتقان وكأنه يصلح أحوال الكون، وجهه رائق يشع نورا لا تعرف طبيعته أو مصدره، يخرج بعد الإصلاح وكأنه يتسحب خوفا من أن يضبطه أحد فيرغمه على أخذ حق الإصلاح. لحقت به عند الباب في آخر لحظة ومددت يدى بما قسم، نظر إلى الأرض قائلا: لزومه إيه يابيه؟.
- حقك ياعم محفوظ.
- الحق عند الله.
أغاظني هذا الرجل غير المحتاج إلى شيء، ستة أولاد، الأسعار نار والعمل بسيط والأجر زهيد، ثم ينسحب خجلا من المطالبة بأجره. شئ يغيظ بحق، من أين له بكل هذه السكينة والرضا؟. من أين له بثمن الخبز إذا هو لم يتقاض مني ومن أمثالي أجره؟. هذا شئ سخيف لا أفهمه.
.........
انتبهت على صوت المرأة ذات الشعر المعقوص والبشرة بلا ألوان:
- الإيصال باسم من؟.
من؟. باسمى طبعا، كان ينبغى أن أستعد أثناء تحرك الطابور حتى لا تحدث المفاجأة، صحت في تعجب
- باسمي طبعا.
ارتفع حاجباها باشمئزاز ضجر.
- ليس هذا مجال العبث يا أستاذ، الزم حدودك أو أفسح الطريق لمن بعدك.
```
أخذت أحاول أن أنطق باسمي حتى ينتهى هذا الموقف ولكن كل شيء كان قد انتهى فعلا. نظرت إليها في احتجاج وكأنى أرد على غريب: هل أنت أيتها الجثة الهامدة، هل أنت أيضا؟. تسأليننى عن اسمى وكأنك تشكين في وجودى، أليست الأوراق أمامك؟.
```

- أستاذ... الناس وراءها مصالح.
اكتشفت أنى لم أقدم لها الأوراق، ولكنها تسألنى عن هويتى، تشك في، طال صمتي وكدت أعجز حتى عن الحركة.
- أرجوك يا سيد ماذا تنتظر؟.
```
مرة ثانية تسمع صوتها أذنى، لكزنى الواقف ورائى متعجلا، انتقل بصرى بينه وبينها، عيناه تتهمانى أيضا. أحسست بالعرق يتصبب على وجهى.أكاد أبصر حبات العرق على جبهتى. كل حبة مثل حرف من حروف الهجاء، أحاول أن أجمع الحروف لأكون اسمى بجهد بالغ،  أكاد أنجح ، ولكنى لا أتذكر على وجه التحديد لماذا جئت إلى هذا المكان، وقبل حدوث مالا يحمد عقباه، تركت الصف في صمت ووليت هاربا. ماذا جرى؟
```

خرجت إلى الشارع، رأسى خال تماما. أخذت أنظر إلى المارة وكأنى أراهم لأول مرة، هؤلاء الناس: أين كانوا قبل اليوم؟ من أين جاءوا؟ أشكالهم تبعث على التساؤل، لكل منهم عينان اثنتان، لماذا لا يستعمل أي منهم ولو عينا واحدة؟ إذا لرأوا بعضهم البعض مثلما يرى غريب قدح القهوة. الآن، أكاد أتعرف عليه، أكاد أفهمه، وعم محفوظ أيضا. أصبح فجأة مفهوما لدى. لعلى ولجت باب المجهول بلا استئذان. ماذا حدث؟. من أين تأتى تلك الرؤية الجديدة؟. رجعت أنظر إلى وجوه الناس رغم أنى لا أكاد أعرف أيا منهم إلا أنى أعرفهم واحدا واحدا. أصبح لكل منهم لون حقيقى يختلف عن لون الآخر، تذكرت المرأة المعقوصة الشعر بلا لون، لو رجعت لها الآن لعرفت أن لون بشرتها مثلا هو 5734/9 أو أي رقم آخر، لكنه رقم محدد. لكل إنسان لون خاص به يمكن أن يوضع في فاتورة البشر، هناك درجات من اللون الأسمر ومن كل لون، خضرة الشجر ليست كخضرة الحشيش ليست كخضرة أرقام سيارات الدبلوماسيين. هذا شيء رائع: أن يكون لكل شيء لون. ولكن أين اختفت الألوان قبل ذلك؟. أين كنت أنا طوال هذه السنين؟. أحس برغبة هائلة في الجرى إلى المنزل حتى أسأل الأستاذ غريب عن حقيقة ما هو فيه، وهل هناك شبه بين ما حدث لى وبين موقفه الغامض.
.......
ليس لى خيار. عملى هو مصدر رزقي الوحيد. هو في نفس الوقت المهرب الشرعى من البيت. أذهب إليه حتى لايموت أطفالى جوعا أو أموت أنا اختناقا، “كل شئ تغير، كل شئ تغير”. حقيقة لم يعد فيها جدال حتى لم تعد ترعبنى. لم أعد حريصا على مقاومتها أو رفضها، وعجبت أنى استسلمت هكذا في خلال هذه المدة القصيرة. ينبغى على أن أبدأ من جديد، أن أتعرف على الأشياء والناس من الأول، ولكن هناك مشاكل عاجلة لا تنتظر. كيف سأقوم بعملى وأنا لا أكاد أتذكر جدول الضرب؟. كيف أكتب المذكرات وأنا أجاهد لأجمع حروف الهجاء لأكون كلمة؟. ومع ذلك فأنا لا أملك إلا المحاولة والمواجهة والاستمرار.. ياعبء كل شئ عادى، يا عبء كل شئ غير عادى. الهواء له قوام ملموس باليد !! كيف سيدخل إلى صدرى .. يا ناس.
.......
هل يمكن أن أصنع شيئا أنا شخصيا - عبد السلام المشد - لهذا البلد الآن؟. هل هناك أمل في أمثالى؟. هل ينقذني ذلك من بعض ضياعي؟. هل تبقى مني شئ يصلح لأي شئ؟. تأتينى الأجوبة كلها بالنفى أو بالمعايرة أو بالسباب. المكتب ينتظرنى في الصباح، والسرير بما يحمل من مذلة وخزي في المساء. ما بين هذا وذاك أموت غيظا وأنا أتابع الأستاذ غريب وهو مستغرق في كتبه ليفشـل كل الحلول قبل أن تبدأ.
.......
خرجت إلى الشارع مباشرة بعد أن نظرت إلى باب شقتى نظرة أخيرة. لم أجرؤ على الدخول لتقبيل أولادى في هذه الساعة، كنت أسير في الشارع بخطى عجلى وكأنى أخشى أن يفوتنى قطار ما على وشك الرحيل كان قرارى واضحا بلا غموض، عجزت عن الحياة مثل الناس، وها هو ذا العار يقضى على بصيص الأمل الذي تخايلت به من أيام. وقفت في منتصف كوبرى قصر النيل. الهواء البارد يصفع وجهى يذكرنى بالحياة رغم كل شئ، نظرت إلى الماء الساكن كالبركة الحزينة بلا أمل في فيضان أو حتى طوفان. اقترب وقع أقدام الحارس منى، مازال يظن أن الحرب قائمة، مخدوع غبي. لن أرد على ندائه. لا يستطيع أن يلحق بى. مصيرى في يدى لأول وآخر مرة بلا حاجة إلى ادعاء المرض، أو استشارة طبيب. ارتد بصرى إلى الماء الساكن. وشعرت براحة عميقة.

## مقتطفات من «مدرسة العراة»
لم أكن في يوم من الأيام أظن أن جارى عبد السلام هذا، ذلك الموظف المسالم الغبى، سيكون السبب في أن اكتشف هذا الكنز في جراب سحرى لهذا الحاوى العصرى الذي يسمى نفسه طبيبا. جراب يوحى أنه يحوى كل شئ، من غطاء الكوكاكولا الصدئ حتى خاتم سليمان. هذه المجموعة لا يجمعها شئ إلا اختلافها وإشاعة خبيثة تشوه مأساة وجودنا بإطلاق أسماء أمراض غريبة على مشاعر الناس، لكنها فرصة العمر، وسوف أتفرج بلا توقف. لو أننى قرأت مليون صفحة ما أدركت طرافة وعمق ما يجرى هنا. ما يطمئننى هو يقينى بأن صومعتى هي نهاية المطاف، قرون استشعارى تمارس نشاطها في حيوية دافقة كنت قد نسيتها من زمان. هذا أكبر من أحلامى للعيش في ناد للعراة أو جبلاية يجرى فيها التمثيل بلا نص مسبق. في تجربتى السابقة كان هو فقط الطبيب وأنا المريض. كان على أن أشكو، أن أفسر، أن أحكى أن أعالج. أما هنا فأنا أستيطيع أن أتفرج دون أن أنبس بكلمة. تحصنت خلف حواجزى المانعة بكل ما يطمئننى إلى موقفى الثابت. من ذا يجرؤ أن يتخطى ألف حاجز وحاجز من الأسلاك الشائكة والخرسانة المسلحة بداخلى. أضحك في نفسى حين يحاول أحدهم الاقتراب منى. أكسبـتـنى صومعتى مناعة ضد الاقتحام كما أكسبتنى عضلة عقلى النشطة مناعة ضد الكسر. أصبحت مثل ساعات سويسرا المضمونة. موجات نظراتهم قصيرة تسقط عند قدمى بعجزها وترددها، لا أخشى إلا شيخهم الأكبر. أعلم كيف أحمى نفسى من محاولاته. مازلت على البر عواما.. وسوف أظل على البر أبدا، هذا هو موقعى الثابت ولكنى سوف أحضر بانتظام حتى لو اضطررت إلى التظاهر بالمشاركة في النقاش وتبادل لعبة الإحساس أحيانا.
........
```
كلما اقتربت من نهاية مرحلة ما – أو خيل إلى ذلك – أحسست بخطورة الخدعة. لا بد من اليقظة المستمرة حتى لا يستدرجنى أي بديل مهما بدا براقا سهلا. أخذت دورا أكبر من طاقتى… أخذته بكامل وعيى وحسب رؤيتى، وأعتقد أنى قمت وأقوم به بكفاءة. ترى هل هذا الدور هو أنا؟ ألا يمكن أن يلهينى عن أصل الحكاية؟ عن حقى في الحياة؟ هذا هو الخطر القائم المهدد. منتبه إليه ملء وعيى.. لكنى لست مترددا ولا متراجعا، «فالأمام» هو الطريق الأوحد. وحيد تماما، بالرغم من أنى أشعر أن نبض الحياة في داخلى يكفى لأن يدفع بعجلة الناس- كل الناس- إلى نهاية المطاف. المطاف الذي لا أعرف له نهاية. أتساءل لماذا لا يدفع عجلتى أنا أولا. أحيانا أحس أن عجلتى تلف حول نفسها مثل «كورونا» السيارة لكنها تدفع بهذه اللفات عجلاتهم إلى الأمام. هل تكون هذه الحركة ذاتها انتقال بى إلى الأمام ضمنا؟
```

...........
أعيش هذه الأيام معها بدونها، لا أصدق أن هذا ممكن، أدخل عالمها وقتما أشاء دون شرط أو مقدمات أو مطالب، وأستقبلها وقتما تريد بلا حقد أو عدوان أو اعتما.د تطردنى فلا أموت، وأطردها فلا تجرح كرامتها. أؤمن أنى سأجدها وقتما أريد، لأنها تجدنى حين تقرر، نحترم العلانية والناس بضعفهم وخوفهم. الناس يملئون حياتنا بلا واجب ولا اختناق، لا ننسى أنفسنا من أجلهم ولا ننساهم أبدا.. نعيش بعمق دون خوف من الوحدة أو الجنون مع أن الألم لم يختف لحظة. الناس جزء لا يتجزء من وجودنا، عماهم مسئوليتنا وعملنا الهادئ لا يساوى شيئا إن لم يفتح الطريق لأكبر عدد منهم للحصول على اللقمة والعدل طريقا للوصول إلى الله.. إلى أنفسهم. أحبك يا نجوى لأنى أحب نفسى لأنى أحب الناس، حلقة بلا بداية ولا نهاية، أتجه إلى نفسى فأجد الله، وأتجه إليك فأجد الناس، وأتجه إلى الناس فأجد نفسى.
يارب… لم أطلت الطريق علينا ... أهكذا؟ أوضح الأمور أصعبها؟! والمستحيل… هو هو أبسط صور الممكن؟ 

## مقتطفات من «ملحمة الرحيل والعود»
الأمور تسير كيفما اتفق، وهو مازال يصاعد ولا يتعجب كيف يرق السحاب حتى يكاد يذوب فيثبت أنه بخار هش غير مابدا له وهو بعد على الأرض، كان يخيــل إليه أنه جبل من الجليد الناصع، ومع ذلك لم يتعجب وهو يخترقه بهذه النعومة الهادئة. كانت يمامة تقف على سور الحديقة المتهدم، وكان ذكرها يدور حول نفسه يستعرض. رعدت السماء على غير توقع، اهتزت ورقة شجر تريد آن تسقط، ثم تراجعت. تصايح ديك بالأذان برغم أننا اقتربنا من الظهيرة. تراءت له بقعة رطبة فوق التراب الناعم. لا بد أنها بفعل فاعل، لكن الحادث قيد ضد مجهول، ومع ذلك فإن الجميع داخلهم سرور هامس من حيث أن مثل هذا الحدث إنما هو دليل على أن الحياة مازالت أقوى، وأنها مستمرة، وأنها دائما تعاود البدء من جديد. بويضات متناهية الصغر لا ترى بالعين المجردة توشك أن تفقس في بقعة الأرض الرطبة ذات الرائحة المؤلفة من سوائل الجسد مجتمعة، دون استثناء العرق.
تشمم جلال الرائحة جيدا فتيقن أنه مازال يعيش. هذه السوائل هي عصير الحياة قبل أن تتشكل، لم يرفع جلال رأسه مثلما يفعل الحمار بعد أن يشم آثار حمار يسبقه. همستْ نملة لزميلتها وهى تصعد على جدار أملس جدا: أسرعى قبل أن ينفد. كأن جلال قد سمع ما قالته النملة، تأملهما، لم يغلبه حب الاستطلاع ليعرف ما الذي سوف ينفد. لم يعد يفكر في مثل هذه الأمور بهذه الطريقة، ولا بأى طريقة أخرى، لكنه متأكد أنه يفكر باستمرار في هذه الأمور وغيرها ، ليس فكرا فكرا، لكنه فكر حتما، وإلا فماذا يكون.
.......
ـ تصور يا جلال، على الرغم من كل الأسى والفقد والمرض والأحزان، لم أكن أتصور أن الأطفال مازالوا يولدون، وأنهم مازالوا بكل هذا الجمال.
أخذ جلال يتأمل شدة سواد المولود وشدة بياض حاملته، وهو يبلع ريقه، وكأنه يتذوق الحياة من جديد، حتى استطاعا أن يضحكا معا في صمت مفعم بالألم.

## نقد وتعليقات
```
كتب محمود مطر على موقع "ماسبيرو" في 22 فبراير 2022 في حوار مع دكتور يحيى الرخاوي الذي قال: "مرة عثرت بالصدفة في أوراقى على خطاب كان الأستاذ (في إشارة للكاتب نجيب محفوظ) قد كتبه لى عقب أن أهديته روايتى "المشى على الصراط" التي فزت عنها بجائزة الدولة التشجيعية في الأدب عام 1979 وحاولت أن أذكره به، وكان الخطاب في جيبى، ثم انصرف الحديث إلى موضوعات أخرى، لكن الأستاذ لا ينسى، فيسأل عنه، فأناوله لزكى سالم، فيطلب هو منه أن يقرأه، فيتفضل زكى ويقرأ نصه هكذا: "الأستاذ الكبير يحيى الرخاوي، تلقيت بسرور لا مزيد عليه هديتك الثمينة، وقد ذكرتنى بلقائك الممتع المفيد في الأهرام، واسترجعت بهما ما أقرأ لك بين الحين والحين في الصحف، نفعنا الله بك، ونفع الأدب، والطب بعطائك الثرى المتواصل. 1979/3/1 المخلص: 
نجيب محفوظ
".
[
16
]
```

سألت الصحفية منى الحداد في حوار مع الرخاوي في 6 يونية 2018 قائلة: "على الرغم من أن روايتك الطويلة الوحيدة بجزئيها (المشى على الصراط) و (مدرسة العراة) حازت على جائزة الدولة للرواية عام 1980 وكذلك على وسام العلوم والفنون من الدرجة الثانية إلا أنها أصبحت روايتك الطويلة الوحيدة.. فما السبب؟" وأجاب الرخاوي: "بعد نشر هذه الرواية، بالصدفة تقريباً وبعد أن نالت جائزة الدولة وحظيت بتقريظ ناقدين مهمين كان من أهمهم أ.د رمضان بسطاويسى والمرحوم الناقد يوسف الشارونى سكرتير المجلس الأعلى للفنون والآداب وهذا بعض رأيه : "أنا أعتبر هذه الرواية علامة من علامات أدبنا المعاصر تقف على مستوى حديث عيسى بن هشام للمويلحى، وزينب لهيكل، وعودة الروح لتوفيق الحكيم. بحيث يمكن اعتبارها رواية السبعينات" (آخر ساعة 19 سبتمبر 1979)، بعد كل ذلك بربع قرن كتبت الجزء الثالث بعنوان "ملحمة الرحيل والعود" وهى رواية تقدم الجيل الثانى لشخوص الروائيتين، وكنت قد انسحبت شخصياً من المجتمع الثقافى بدرجة ما لأسباب خاصة، فلم تنل النقد أو الانتباه بدرجة كافية مثل الجزئين الأول والثانى مع أنها الأهم عندى، لأنها تبحث في نفس اتجاه روايات محفوظ من "زعبلاوى" حتى "رحلة ابن فطومة" مروراً بـ "الطريق" و"أولاد حارتنا".
سألت عبير جمال في لقاء مع الرخاوي على موقع الدستور في 6 أكتوبر 2019: «هل ثمة علاقة بين الطب والأدب، أم أن نشأتك وحبك اللغة العربية الذي ورثته عن والدك كانا سببًا في ذلك؟» وأجاب الرخاوي قائلاً: «حاولت الكتابة بكل ما أتيح لى من أدوات وما لاح لى من فرص، وعندى عدة دواوين شعر بالفصحى، وواحد بالعامية المصرية، وعدد لا حصر له من الكتابات النثرية التي أواصل جمعها ونشرها حاليًا في موقعى الخاص، وبعضها متاح في مكتبة» الأنجلو المصرية«، أما احتمال أن يكون لوالدى مدرس اللغة العربية تأثير إيجابى على حبى العربية فهذا وارد. فقد كان يحبها هو أيضًا ولا يتقنها فقط. والعلاقة بين الطب والأدب وطيدة جدًا، ليس فقط في مصر والعالم العربى وإنما في الخارج وعبر التاريخ، وعندنا الابن الدكتور محمد المخزنجى، والدكتور محمد المنسى قنديل، والمرحوم أ. د. أحمد شوقى العقباوى. وفى الخارج عملت في مستشفى» سانت آن" بباريس مع جان ديلاى، مكتشف عقار "اللارجاكتيل largactil" لعلاج الفصام، وكان يكتب القصة باسم مستعار".
سأل موقع المجلة الكويتية الشهرية "العربي" الرخاوي: "حصلت على جائزة الدولة التشجيعية في القصة الروائية عن روايتك (المشي على الصراط)، وهي في جزأين، عام 1979... مع أنك أستاذ في الطب النفسي ولك العديد من المؤلفات في هذا المجال. سؤالي: أليست هذه مفارقة أن يحصل د. يحيى الرخاوي على جائزة الدولة التشجيعية في مجال الآداب ويحرم منها في مجال تخصصه العلمي بالذات؟، وأجاب الرخاوي: "ليست مفارقة ولا يحزنون، إن موضوع الجوائز هذا موضوع حساس، وأنا لا ألوم أحداً بشأنه، لأنني لم أتقدم لأي جائزة، ولم يرشحني أحد لأي جائزة، هذه أمور لها خطوات معروفة، لا يصح أن يلام أحد على أنه لم يسلكها. ثم إن من لم يسلكها ليس من حقه أن يلوم أحدا على أنه لم ينالها. ثم إن حصولي على جائزة الدولة في الأدب الروائي لها حكاية، فأنا لم أتقدم لها وإنما وقعت الرواية في يد ناقد نبيل، فتقدم بها، فنالت الجائزة، وثار حول هذا الموضوع لغط كثير. أنا لا أنكر أنني أتمنى لو حصلت على جائزة وعشر جوائز، لكن لكل إنسان طبعه وطموحاته، وليس من طبعي ولا من بين معارفي (إن كان لي معارف) أن أعرض نفسي أو أسوّقها. ثم إن الجائزة لا تدل على شيء أكثر من تناسب ذوق وحكم من منحها مع قدرها وعطاء من أخذها. أما أنها تزيد من قيمة عمل ما أو شخص ما، فهذا أمر آخر. سيظل حكم التاريخ وحكم الجمال، وحكم الأصالة، وحكم ما ينفع الناس ويتحدى الفناء، هو الذي يقدّر الأعمال والرجال مهما تأخر التقييم".

## وصلات خارجية
https://rakhawy.org/ المشي على الصراط (رواية)
https://www.dostor.org/2859446 المشي على الصراط (رواية)
https://alarabi.nccal.gov.kw/Home/Article/9336 المشي على الصراط (رواية)
https://www.goodreads.com/ar/book/show/8680791 المشي على الصراط (رواية)
https://www.goodreads.com/book/show/10094763 المشي على الصراط (رواية)